# Андрєєв Олександр Миколайович
Олекса́ндр Микола́йович Андрє́єв — солдат Збройних сил України, частина базується в Житомирській області.

## Нагороди
31 жовтня 2014 року за особисту мужність і героїзм, виявлені у захисті державного суверенітету та територіальної цілісності України, вірність військовій присязі під час російсько-української війни, відзначений — нагороджений орденом «За мужність» III ступеня.